# Jacob Gillig
Jacob Gillig (Utrecht, 1636 - Utrecht, 24 de juliol de 1701) fou un pintor i gravador neerlandès, que va pertànyer a l'Edat d'Or holandesa, d'escenes de natures mortes amb peixos.

## Biografia
Segons Arnold Houbraken, no va ser gaire expert en l'art del retrat, com s'esmenta en una anècdota de la seva obra La gran Schouburgh de Nederlantsche constants pintors i pintors.
Gillig va ser un comerciant i posteriorment va treballar en una presó. A l'edat de 25 anys, es va casar amb Hester Willaerts, una filla del pintor de marinas Adam Willaerts. Així va començar el seu amor per la pintura i es va convertir en un especialista en pintura de peixos com els que s'oferien al mercat d'Utrecht. Sovint, els peixos es mostren en una composició piramidal. Fou alumne de Willem Ormea. Els seus treballs eren molt respectats a Utrecht en el moment, i vàries de les seves obres van ser copiades per Abraham Mignon.

## Galeria
| - Natura morta (1684) - Peixos amb xarxes (1684) - Peixos (1686) |